# Troy Ave
Roland Collins (nacido el 23 de noviembre de 1985), conocido por el nombre artístico de Troy Ave, es un rapero norteamericano del barrio de Crown Heights, Brooklyn, Ciudad de Nueva York. Su apodo deriva de avenida de Troya, una calle cercana su casa en la adolescencia. En noviembre de 2013, su primer álbum de estudio, Ciudad de Nueva York: El Álbum, fue grabado. El mismo debutó en el número 47 del US Billboard Top R&B/Hip-Hop Albums chart. Este fue nombrado parte del 2014 XXL Freshmen Clase.

## Carrera
Él ingresó al mundo del rap en 2009.

## Asuntos legales
El 26 de mayo de 2016, Troy Ave fue arrestado por asesinato, intento de asesinato y posesión de arma ilegal por disparar en un concierto de Clifford Joseph Harris Jr.
Durante un evento en Irving plaza donde Clifford Joseph Harris Jr. y otros estaban programados para actuar, cuatro personas recibieron disparos, una fatalmente por un tirador desde la sección vip del evento. El hombre que murió, Ronald McPhatter (33) se decía que era amigo de Troy. 
Collins fue llevado primero al Centro Médico NYU Langone y luego al cercano NYC Salud + Hospital/Bellevue donde fue arrestado.

## Discografía

### Álbumes de estudio
| Título                         | Detalles de álbum                                                                                            | Posiciones de gráfico de la cumbre | Posiciones de gráfico de la cumbre | Posiciones de gráfico de la cumbre |
| Título                         | Detalles de álbum                                                                                            | EE.UU.                             | EE.UU. R&B                         | USRap                              |
| ------------------------------ | --- | ---------------------------------- | ---------------------------------- | ---------------------------------- |
| Ciudad de Nueva York: El Álbum | - Lanzamiento: - 4 de noviembre de 2013 - EE.UU.) - Etiqueta: BSB Registros - Formatos: CD, descarga digital | —                                  | 47                                 | —                                  |
| Importante Sin un Trato        | - Lanzamiento: - 5 de junio de 2015 - EE.UU.) - Etiqueta: BSB Registros - Formatos: descarga digital         | 109                                | 14                                 | 13                                 |

### Mix
| Título | Detalles de álbum                                                                             |
| --- | --------------------------------------------------------------------------------------------- |
| Estoy en Traffick                                                                                             | - Lanzamiento: 17 de agosto de 2009 - Etiqueta: BSB Registros - Formato: descarga Digital     |
| Ladrillos En Mi Mochila                                                                                       | - Lanzamiento: - Etiqueta: BSB Registros - Formato: descarga Digital                          |
| Ladrillos En Mi Mochila 2: Polvo A Las Personas                                                               | - Lanzamiento: 27, 30 de agosto de 2011 - Etiqueta: BSB Registros - Formato: descarga Digital |
| Ladrillos en mi Mochila 3: La Trilogía de Polvo del Harry                                                     | - Lanzamiento: 12 de junio de 2012 - Etiqueta: BSB Registros - Formato: descarga Digital      |
| Navidad blanca                                                                                                | - Lanzamiento: 25 de diciembre de 2012 - Etiqueta: BSB Registros - Formato: descarga Digital  |
| BSB Vol. 1 | - Lanzamiento: 4 de marzo de 2013 - Etiqueta: BSB Registros - Formato: descarga Digital       |
| BSB Vol. 2 | - Lanzamiento:: 15 de mayo de 2013 - Etiqueta: BSB Registros - Formato: descarga Digital      |
| BSB Vol. 3 | - Lanzamiento: 4 de julio de 2013 - Etiqueta: BSB Registros - Formato: descarga Digital       |
| Navidad blanca 2                                                                                              | - Lanzamiento:* Etiqueta: BSB Registros - Formato: descarga Digital                           |
| BSB Vol. 4 | - Lanzamiento: 7 de mayo de 2014 - Etiqueta: BSB Registros - Formato: descarga Digital        |
| BSB Vol. 5 | - Lanzamiento: 18 de agosto de 2014 - Etiqueta: BSB Registros - Formato: descarga Digital     |
| BSB Vol. 5: Los Extras (EP)                                                                                   | - Lanzamiento: 18 de agosto de 2014 - Etiqueta: BSB Registros - Formato: descarga Digital     |
| Importante Sin Un Trato (Reloaded)                                                                            | - Lanzamiento: 6 de octubre de 2015 - Etiqueta: BSB Registros - Formato: descarga Digital     |
| Navidad blanca 3 - Lanzamiento: 18 de diciembre de 2015 - Etiqueta: BSB Registros - Formato: descarga Digital |                                                                                               |

### Simples
| Título                                                                         | Año  | Álbum                          |
| ------------------------------------------------------------------------------ | ---- | ------------------------------ |
| "Caliente Fuera"                                                               | 2013 | Ciudad de Nueva York: El Álbum |
| "Ciudad de Nueva York"(presentando Raekwon, N.O.R.E. Y Prodigy)                | 2013 | Ciudad de Nueva York: El Álbum |
| "Vuestro Estilo"(presentando Lloyd Bancos)                                     | 2014 | BSB Vol. 4                     |
| "Todo sobre el Dinero"(presentando Young Lito & Manolo Rose)                   | 2014 |                                |
| "Todo Sobre El Dinero" (Remix)(presentando Young Jeezy & Rick Ross)            | 2014 | Importantes sin un contrato    |
| "Doo Doo"                                                                      | 2015 | Importantes sin un contrato    |
| "Bang bang"(presentando 50 Céntimo)                                            | 2015 | Importantes sin un contrato    |
| "Haz Betta"(presentando Ty Dolla Sign)                                         | 2015 | Importantes sin un contrato    |
| " Ella pertenece al juego"(presentando Young Lito)                             | 2015 | TBA                            |
| "—" Denota un título que no es de chart, o no fue lanzado en aquel territorio. |      |                                |

| Título                                                               | Año  | Álbum                                |
| -------------------------------------------------------------------- | ---- | ------------------------------------ |
| "Vuestro Estilo (Remix)"(presentando Papá de Bocanada, T.Yo. Y Ma$e) | 2014 | BSB Vol. 5 e Importante Sin Un Trato |

## Aspectos de los huéspedes
| Título              | Año  | Otro artista(s)                                     | Álbum               |
| ------------------- | ---- | --------------------------------------------------- | ------------------- |
| "Vida única se"     | 2012 | Fabolous                                            | El S.O.U.L. Cinta 2 |
| "Self Hizo"         | 2014 | Tío Murda, GMG                                      | No es Nada Dulce    |
| "Qué Quieren"       | 2014 | Tío Murda, GMG, Raekwon, Maino, Tanque, Jerry Wonda | No es Nada Dulce    |
| "Dinero de fármaco" | 2015 | Young Buck, 50 Céntimo                              |                     |